# 金光赫
金 光赫（金光革、キム・グァンヒョク、朝鮮語: 김광혁）は、朝鮮民主主義人民共和国の軍人、政治家。朝鮮労働党中央委員会委員。航空軍・反航空軍司令官。朝鮮人民軍における軍事称号（階級）は大将。

## 経歴
出生地や生年月日は不明。2016年12月に上将として朝鮮人民軍航空・反航空軍司令官に任命された。2017年6月4日に開催された戦闘飛行術競技大会では司令官自ら操縦桿を握り、超低空飛行、上昇横転などを披露した。同年10月7日に開催された朝鮮労働党中央委員会第7期第2回総会で党中央委員会委員に補選された。2019年4月14日に大将に昇進した。
2020年10月10日に開催された朝鮮労働党創建75周年慶祝閲兵式では、戦闘飛行士縦隊を率いて行進した。
2021年2月24日に開催された、朝鮮労働党中央軍事委員会第8期第1回拡大会議にて航空軍・反航空軍司令官から退任した。
2022年4月14日、金正恩党中央軍事委員長の命令により、大将に昇格した。